# Дома со шпилем (Луганск)

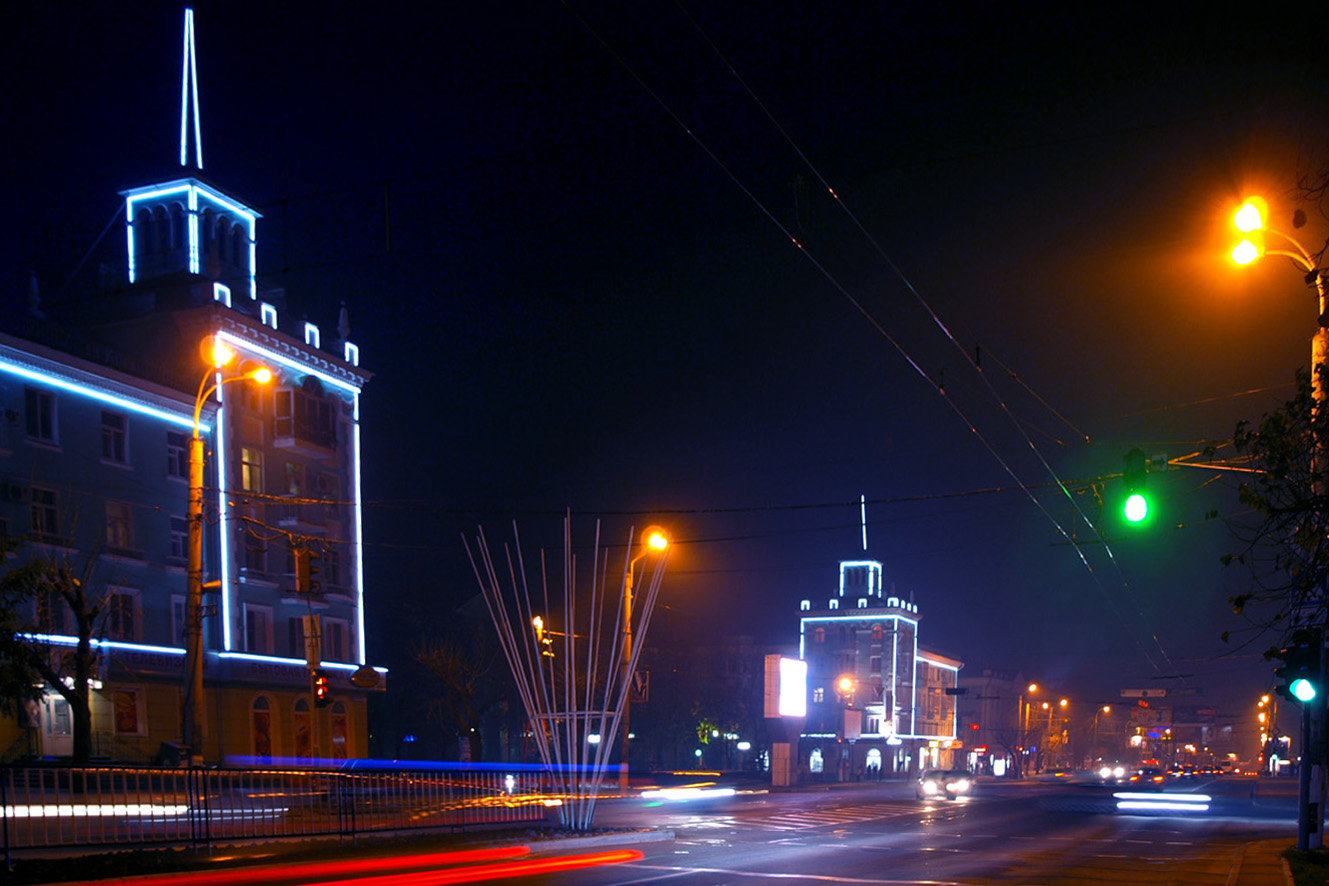
Дома со шпилем в Луганске

Дома со шпилем — два кирпичных жилых дома-близнеца, памятники архитектуры и градостроительства в Луганске (ул. Советская № 64 и 66), которые венчают башни с острым шпилем и звездами. Построены в 1953—1955 годах по проекту Государственного проектно-конструкторского института авиационной промышленности. Расположены в центре города на площади Героев Великой Отечественной войны на перекрёстке улиц Советской и Челюскинцев. В народе получили название — «Шпильки».

## Исторический обзор
В 1948 году Совет Министров СССР выделил средства для развития Луганска. Застройка будущего центра велась в русле парадной монументальной архитектуры того времени. Одними из первых на улице Советской выросли «дома со шпилем», которые выполнены в стиле сталинского ампира. Подобные ансамбли наблюдались по всему Советскому Союзу (сталинские высотки, гостиница «Украина» в Киеве, дом со шпилем на площади Конституции в Харькове, дома со шпилем на Театральной площади в Мариуполе). Проектировал ансамбль архитектор Юрий Гаммерштейн. Однако, по словам главного архитектора Луганска в 1937—1969 годах Александра Шеремета, краеугольные секции домов были плохо спроектированы. Их переработал архитектор М. С. Волков. Этажность краеугольных секций была повышена до пяти этажей, рог завершается небольшими башенками, они добавили пространственно-симметричное решение застройке площади. Вокруг сквера напротив этих домов на бульваре построен небольшой фонтан.

## Описание
Назначение — жилые здания с торговыми помещениями на первом этаже. В «западном» доме (ул. Советская, 64) с 1954 года размещался первый магазин горпромторга, теперь Торговый дом «Шпиль», а в «восточном» (ул. Советская, 66) — магазин одежды больших размеров «Богатырь», впоследствии магазин аудиотехники, теперь продуктовый и ясли-сад. Между домами на площади Героев ВОВ находятся фонтан, могила неизвестного солдата, Пилон Славы (1965) и памятник «Журавли» (2000).
В 1970-е — 1980-е годы «западный» дом был оборудован электронными часами (своеобразными луганские «курантами»), которые отбивали время позывным сигналом на мелодию революционной песни «Наш паровоз вперед лети», напоминающая о революционном прошлом Луганска и самом главном назначении города как главной базы тепловозостроения СССР.
20 февраля 1992 по решению исполкома областного совета народных депутатов дома получили статус памятников архитектуры и градостроительства местного значения.
В 2011 году дома были отремонтированы и украшены декоративной иллюминацией в рамках реализации проекта «Уютный город строим вместе».